# Cattedrale di Ourense
La cattedrale di San Martino (in galiziano: Catedral de San Martiño; in spagnolo: Catedral de San Martín) è il principale luogo di culto della città di Ourense, in Spagna, e cattedrale della diocesi di Orense.